# لایناخ
لایناخ (به آلمانی: Leinach) یک شهر در آلمان است که در Würzburg واقع شده‌است.